# El dardo en la palabra
El dardo en la palabra es un libro que recoge los artículos periodísticos del filólogo Fernando Lázaro Carreter desde el año 1975 hasta 1996. En dicho volumen se reúnen los artículos más importantes que escribió el propio autor y que se publicaron en periódicos de España y de la América Latina. Muestra la evolución de la sociedad en las dos últimas décadas, y como esta ha influido en el lenguaje. La obra recibe el título de un artículo escrito por el autor en 1975. 

## Reseña
En estos artículos, Lázaro Carreter analiza diferentes aspectos del lenguaje, los típicos errores que cometen los medios de comunicación, políticos, escritores, etc. Pone su punto de mira en las diferentes personas que viven de hablar y escribir para el público. Y pide a todas esas personas que tienen la responsabilidad y el deber de conocer el idioma, de estudiarlo a fondo y de saber que nunca se tiene el dominio total del idioma y por lo tanto recomienda y exige su continuo estudio.
Esta recopilación de artículos, escritos durante más de veinte años, da lugar a que la obra recoja diferentes sucesos de la vida política y social de España. También es curioso observar la actualidad de sus artículos, de sus 'dardos', debido a que los errores que denunciaba hace veinte años todavía se siguen cometiendo. 

## Obra posterior
El autor del libro “El dardo en la palabra” después de su éxito, cinco años después de su publicación concedió a la imprenta una segunda entrega titulada “El nuevo dardo en la palabra” cuyo objetivo es reflexionar sobre la decadencia del español a causa del mal uso que da al idioma “la voz pública”. Fernando Lázaro Carreter, con esta excusa, hace una advertencia a aquellos que hacen cosas incorrectas como a políticos, informadores, participantes en tertulias radiofónicas e incluso a sus nietos.

## Artículos
| año  | primer artículo                        | último artículo                      |
| ---- | -------------------------------------- | ------------------------------------ |
| 1975 | El dardo en la palabra                 | Ente                                 |
| 1976 | El discurso del presidente             | Ortografía y rigor                   |
| 1977 | Referéndums                            | ¿En qué va a consistir el milenario? |
| 1980 | El cheli                               | Como muy importante                  |
| 1981 | Tema                                   | De cara al mundial de fútbol         |
| 1982 | Jugar un papel                         | Coaligarse                           |
| 1983 | Creciente rojo                         | Oscilar                              |
| 1984 | Israelita                              | ...y un largo etcétera               |
| 1985 | Valorar positivamente                  | Señalar por último que...            |
| 1986 | Seguidismo                             | Hegemonía                            |
| 1987 | Impulso motriz                         | Definir                              |
| 1988 | Opas al idioma                         | Prisma                               |
| 1989 | Restaurador                            | Entrevistas telefónicas              |
| 1990 | Lindo                                  | Sensibilidades                       |
| 1991 | Primer edil                            | Cauces del neologismo                |
| 1992 | La adopción de tecnicismos extranjeros | Argumentos                           |
| 1993 | Insalud                                | Enfrentar, confrontar, afrontar      |
| 1994 | <<Alante>>                             | Copias                               |
| 1995 | Ataviado                               | Sufrir mejoras                       |
| 1996 | En detrimento                          | Sensaciones                          |